# Дорогою ціною (фільм)
«Дорогою ціною» (рос. «Дорогой ценой») — радянський художній фільм, відзнятий на київській Кіностудії Довженка у 1957 році. Сюжет стрічки базується на однойменній повісті Михайла Коцюбинського.
Займає 59-60-у позицію у списку 100 найкращих фільмів в історії українського кіно.

## Сюжет
30-ті роки XVIII століття. З примхи пана кріпосну селянку красуню Соломію видають заміж за гайдука. Остап, її коханий, біжить за Дунай, а слідом за ним з-під вінця біжить і Соломія. Сліпа куля важко ранить Остапа. Безліч бід і гонінь довелося їм пережити, загине Соломія, але прийде час — і старий Остап повідає людям історію свого кохання.

## У ролях
- Віра Донська-Присяжнюк
- Юрій Дедовіч
- Іван Твердохліб
- Федір Іщенко — Савка
- Ольга Петрова
- Сергій Шишков
- Марія Скворцова
- Павло Шпрингфельд

## Творча група
- Сценарій: Ірина Донська
- Режисер-постановник: Марко Донськой
- Оператор-постановник: Микола Топчій
- Композитор: Лев Шварц
- Художник-постановник: Микола Рєзник
- Режисер: Суламіф Цибульник
- Оператор: Василь Курач
- Звукооператор: Леонід Вачі
- Комбіновані зйомки: художник — С. Старов; оператор — Микола Іллюшин
- Художник по костюмах: Лідія Байкова
- Художник по гриму: Яків Грінберг
- Режисери монтажу: Варвара Бондіна, Т. Бикова
- Редактор: Тихін Медведєв
- Асистенти: 
  - режисера — Володимир Довгань, Володимир Денисенко
  - оператора — А. Кравченко
  - художника — Петро Максименко
- Директор картини: Олександр Котовець